# Ryder Cup 1985
Navigation
1983 1987
La Ryder Cup 1985, vingt-sixième édition de la compétition, a lieu du 13 septembre au 15 septembre 1985, au The Belfry (en) Golf & Country Club situé à Sutton Coldfield, en Angleterre.
Les États-Unis sont les détenteurs de la Ryder Cup, après leur victoire 14½ à 13½ sur l’Europe lors de l'édition précédente disputée en 1983.
L'Europe remporte la compétition sur le score de 16½ à 11½. C'est sa première victoire depuis que les joueurs européens ont été admis à participer avec le Royaume-Uni contre les États-Unis, lors de l'édition de 1979. C'est également la première fois depuis la Ryder Cup 1957, que les Américains perdent la compétition, qui était aussi à cette époque la seule perte américaine depuis l'édition de 1933 ou la Grande-Bretagne l'avait emportée sur le score de 6½ à 5½, avant que les joueurs irlandais en 1973, puis les joueurs continentaux européens en 1979, les rejoignent pour former l'équipe européenne actuelle.

## Organisation

### Parcours
Cette édition a lieu sur le site de The Belfry Golf & Country Club (en). La longueur du parcours est de 7 176 yards ou 6 561 mètres en 72 coups.
| Aller | Aller | Aller                     | Retour | Retour | Retour                    |
| N°    | Par   | Distance (yards / mètres) | N°     | Par    | Distance (yards / mètres) |
| ----- | ----- | ------------------------- | ------ | ------ | ------------------------- |
| 1     | 4     | 418 / 382                 | 10     | 4      | 275 / 252                 |
| 2     | 4     | 349 / 319                 | 11     | 4      | 420 / 384                 |
| 3     | 4     | 465 / 425                 | 12     | 3      | 235 / 215                 |
| 4     | 5     | 579 / 529                 | 13     | 4      | 394 / 360                 |
| 5     | 4     | 399 / 365                 | 14     | 3      | 194 / 177                 |
| 6     | 4     | 396 / 362                 | 15     | 5      | 550 / 503                 |
| 7     | 3     | 183 / 167                 | 16     | 4      | 410 / 375                 |
| 8     | 4     | 460 / 421                 | 17     | 5      | 575 / 526                 |
| 9     | 4     | 400 / 366                 | 18     | 4      | 474 / 433                 |
| Aller | 36    | 3 649 / 3 336             | Retour | 36     | 3 527 / 3 225             |

## Équipes
Le capitaine de l'équipe européenne est Tony Jacklin.
Neuf joueurs de l'équipe européenne se qualifient au classement des gains, pendant la tournée européenne de 1985 qui se termina lors du tournoi du Benson & Hedges International Open le 18 août 1985. Les trois joueurs restants étant sélectionnés immédiatement après la fin de ce tournoi, par le capitaine européen. Avant le tournoi du Benson & Hedges International Open, Christy O'Connor Jr. (en) était à la 9ème positon du classement. Mais en ratant le cut lors de ce tournoi, José María Cañizares passe devant lui au classement des gains. Sur les trois choix du capitaine, deux joueurs étaient grandement attendus, il s'agit de Nick Faldo et Ken Brown (en). Mais pour José Rivero (en), le troisième choix, cela fut une réelle surprise.
Le capitaine de l’équipe américaine est Lee Trevino.
Dix joueurs américains sont sélectionnés à partir d'une liste de points. Les deux derniers qualifiés sont Andy North (en) en remportant l’US Open de golf, tandis que Hubert Green (en) se qualifie en remportant le Championnat de la PGA.
| Europe                | Europe                              | États-Unis          | États-Unis       |
| --------------------- | ----------------------------------- | ------------------- | ---------------- |
|                       |                                     |                     |                  |
| Capitaines            |                                     |                     |                  |
| Tony Jacklin          | Tony Jacklin                        | Lee Trevino         | Lee Trevino      |
| Joueur                | Note                                | Joueur              | Note             |
| Severiano Ballesteros | 3e participation                    | Raymond Floyd       | 6e participation |
| Ken Brown (en)        | Choix du capitaine 4e participation | Hubert Green (en)   | débutant         |
| José M Canizares (en) | 3e participation                    | Peter Jacobsen (en) | débutant         |
| Howard Clark          | 3e participation                    | Tom Kite            | 4e participation |
| Nick Faldo            | Choix du capitaine 5e participation | Andy North (en)     | débutant         |
| Bernhard Langer       | 3e participation                    | Mark O'Meara        | débutant         |
| Sandy Lyle            | 4e participation                    | Calvin Peete        | 2e participation |
| Manuel Piñero (en)    | 2e participation                    | Craig Stadler       | 2e participation |
| José Rivero (en)      | Choix du capitaine débutant         | Curtis Strange      | 2e participation |
| Sam Torrance          | 3e participation                    | Hal Sutton          | débutant         |
| Paul Way (en)         | 2e participation                    | Lanny Wadkins (en)  | 4e participation |
| Ian Woosnam           | 2e participation                    | Fuzzy Zoeller       | 3e participation |

## Compétition
La Ryder Cup est une compétition de match-play par équipes. Chaque match rapportant 1 point. Le format de cette édition, est la suivante :
- Première journée (vendredi) : 4 matchs en foursomes et 4 matchs en fourballs
- Deuxième journée (samedi) : 4 matchs en foursomes et 4 matchs en fourballs
- Troisième journée (dimanche) : 12 matchs individuels

Foursomes : Dans ce format, par équipe de deux joueurs, les deux golfeurs d'une équipe jouent la même balle à tour de rôle. L’un des joueurs commence les départs pairs et l’autre les impairs. Si l'équipe européenne et l'équipe américaine sont à égalité, les deux équipes partagent le trou.

Fourballs : Dans ce format, par équipe de deux joueurs, tous les golfeurs jouent leurs balles et le golfeur qui réalise le meilleur score du trou donne un point à son équipe. Si le meilleur joueur européen et le meilleur joueur américain sont à égalité, les deux équipes partagent le trou.
Avec un total de 28 points, 14½ points sont nécessaires pour remporter la Coupe, tandis que 14 points suffisent pour que le champion en titre conserve la Coupe.

### Première journée
Vendredi 13 septembre 1985 - Matin
| Europe                                   | Résultats           | États-Unis                       |
| ---------------------------------------- | ------------------- | -------------------------------- |
| Severiano Ballesteros Manuel Piñero (en) | Europe : 2 et 1     | Curtis Strange Mark O'Meara      |
| Bernhard Langer Nick Faldo               | États-Unis : 3 et 2 | Calvin Peete Tom Kite            |
| Sandy Lyle Ken Brown (en)                | États-Unis : 4 et 3 | Lanny Wadkins (en) Raymond Floyd |
| Howard Clark Sam Torrance                | États-Unis : 3 et 2 | Craig Stadler Hal Sutton         |
| 1                                        | Session             | 3                                |
| 1                                        | Au général          | 3                                |

Vendredi 13 septembre 1985 - Après-midi
| Europe                                   | Résultats         | États-Unis                          |
| ---------------------------------------- | ----------------- | ----------------------------------- |
| Paul Way (en) Ian Woosnam                | Europe : 1 up     | Fuzzy Zoeller Hubert Green (en)     |
| Severiano Ballesteros Manuel Piñero (en) | Europe : 2 et 1   | Andy North (en) Peter Jacobsen (en) |
| Bernhard Langer José M Canizares (en)    | Égalité           | Craig Stadler Hal Sutton            |
| Sam Torrance Howard Clark                | États-Unis : 1 up | Raymond Floyd Lanny Wadkins (en)    |
| 2½                                       | Session           | 1½                                  |
| 3½                                       | Au général        | 4½                                  |

### Deuxième journée
Samedi 14 septembre 2023 - Matin
| Europe                                   | Résultats           | États-Unis                      |
| ---------------------------------------- | ------------------- | ------------------------------- |
| Sam Torrance Howard Clark                | Europe : 2 et 1     | Tom Kite Andy North (en)        |
| Paul Way (en) Ian Woosnam                | Europe : 4 et 3     | Hubert Green (en) Fuzzy Zoeller |
| Severiano Ballesteros Manuel Piñero (en) | États-Unis : 3 et 2 | Mark O'Meara Lanny Wadkins (en) |
| Bernhard Langer Sandy Lyle               | Égalité             | Craig Stadler Curtis Strange    |
| 2½                                       | Session             | 1½                              |
| 5                                        | Au général          | 6                               |

Samedi 30 septembre 2023 - Après-midi
| Europe                                   | Résultats           | États-Unis                         |
| ---------------------------------------- | ------------------- | ---------------------------------- |
| José M Canizares (en) José Rivero (en)   | Europe : 7 et 5     | Tom Kite Calvin Peete              |
| Severiano Ballesteros Manuel Piñero (en) | Europe : 5 et 4     | Craig Stadler Hal Sutton           |
| Paul Way (en) Ian Woosnam                | États-Unis : 4 et 2 | Curtis Strange Peter Jacobsen (en) |
| Bernhard Langer Ken Brown (en)           | Europe : 3 et 2     | Raymond Floyd Lanny Wadkins (en)   |
| 3                                        | Session             | 1                                  |
| 9                                        | Au général          | 7                                  |

### Troisième journée
Dimanche 1er octobre 2023 - Après-midi
| Europe                | Résultats           | États-Unis          |
| --------------------- | ------------------- | ------------------- |
| Manuel Piñero (en)    | Europe : 3 et 1     | Lanny Wadkins (en)  |
| Ian Woosnam           | États-Unis : 2 et 1 | Craig Stadler       |
| Paul Way (en)         | Europe : 2 up       | Raymond Floyd       |
| Severiano Ballesteros | Égalité             | Tom Kite            |
| Sandy Lyle            | Europe : 3 et 2     | Peter Jacobsen (en) |
| Bernhard Langer       | Europe : 5 et 4     | Hal Sutton          |
| Sam Torrance          | Europe : 1 up       | Andy North (en)     |
| Howard Clark          | Europe : 1 up       | Mark O'Meara        |
| José Rivero (en)      | États-Unis : 1 up   | Calvin Peete        |
| Nick Faldo            | États-Unis : 3 et 1 | Hubert Green (en)   |
| José M Canizares (en) | Europe : 2 up       | Fuzzy Zoeller       |
| Ken Brown (en)        | États-Unis : 4 et 2 | Curtis Strange      |
| 7½                    | Session             | 4½                  |
| 16½                   | Au général          | 11½                 |

## Statistiques des joueurs
| Europe                | Europe             | Europe           | Europe        | Europe           | États-Unis          | États-Unis            | États-Unis       | États-Unis    | États-Unis       |
| Joueur                | Nombre d'éditions  | Avant 1985 V-D-N | En 1985 V-D-N | Après 1985 V-D-N | Joueur              | Nombre d'éditions     | Avant 1985 V-D-N | En 1985 V-D-N | Après 1985 V-D-N |
| --------------------- | ------------------ | ---------------- | ------------- | ---------------- | ------------------- | --------------------- | ---------------- | ------------- | ---------------- |
| Severiano Ballesteros | 3 1979-83-85       | 3-5-2            | 3-1-1         | 6-6-3            | Raymond Floyd       | 6 1969-75-77-81-83 85 | 5-11-0           | 2-2-0         | 7-13-0           |
| Ken Brown (en)        | 4 1977-79-83-85    | 3-5-0            | 1-2-0         | 4-7-0            | Hubert Green (en)   | 3 1977-79-85          | 3-1-0            | 1-2-0         | 1-3-0            |
| José M Canizares (en) | 3 1981-83-85       | 1-3-1            | 2-0-1         | 3-3-2            | Peter Jacobsen (en) | 1 1985                | Aucun            | 1-2-0         | 1-2-0            |
| Howard Clark          | 3 1977-81-85       | 1-1-1            | 2-2-0         | 3-3-1            | Tom Kite            | 4 1979-81-83-85       | 12-3-3           | 1-2-1         | 13-5-4           |
| Nick Faldo            | 5 1977-79-81-83-85 | 11-4-0           | 0-2-0         | 11-6-0           | Andy North (en)     | 1 1985                | Aucun            | 0-3-0         | 0-3-0            |
| Bernhard Langer       | 3 1981-83-85       | 5-3-1            | 2-1-2         | 7-4-3            | Mark O'Meara        | 1 1985                | Aucun            | 1-2-0         | 1-2-0            |
| Sandy Lyle            | 4 1977-81-83-85    | 3-7-1            | 1-1-1         | 4-8-2            | Calvin Peete        | 2 1983-85             | 2-1-1            | 2-1-0         | 4-2-1            |
| Manuel Piñero (en)    | 2 1981-85          | 4-0-0            | 4-1-0         | 8-1-0            | Craig Stadler       | 2 1983-85             | 2-1-0            | 2-1-2         | 4-2-2            |
| José Rivero (en)      | 1 1985             | Aucun            | 1-1-0         | 1-1-0            | Curtis Strange      | 2 1983-85             | 1-1-0            | 2-1-1         | 3-2-1            |
| Sam Torrance          | 3 1981-83-85       | 1-5-3            | 2-2-0         | 3-7-3            | Hal Sutton          | 1 1985                | Aucun            | 1-2-1         | 1-2-1            |
| Paul Way (en)         | 2 1983-85          | 3-1-1            | 3-1-0         | 6-2-1            | Lanny Wadkins (en)  | 4 1977-79-83-85       | 9-2-1            | 3-2-0         | 12-4-1           |
| Ian Woosnam           | 2 1983-85          | 0-2-0            | 2-2-0         | 2-4-0            | Fuzzy Zoeller       | 3 1979-83-85          | 1-4-1            | 0-3-0         | 1-7-1            |